# Amazona de Cuba
L'amazona de Cuba, lloro de front blanc o lloro de Cuba (Amazona leucocephala) és una espècie d'ocell de la família dels psitàcids que habita boscos i matolls de les illes Bahames, Cuba, Illa de la Juventud i illes Caiman.